# Марк Штендера
Марк Штендера (нім. Marc Stendera, нар. 10 грудня 1995, Кассель) — німецький футболіст, півзахисник клубу «Інгольштадт 04».
Виступав, зокрема, за молодіжну збірну Німеччини.

## Клубна кар'єра
Вихованець юнацьких команд футбольних клубів «Гейлігенроде», «Фелльмар» та «Айнтрахт».
У сезоні 2012/13 Марка залучають о тренувань в основному складі «Айнтрахта». У грудні 2012 контракт терміном до 30 червня 2015 року. 6 квітня 2013 року Штендера провів свій перший матч у Бундеслізі, вийшовши на заміну в грі проти мюнхенської «Баварії». В наступній грі Марк вийшов в стартовому складі і відзначився результативною передачею. В першому сезоні він провів лише 5 матчів у складі «Айнтрахта». 
26 травня 2014 року Штендера продовжив контракт з «Айнтрахтом» до 2017 року з можливістю продовження ще на один рік.

## Виступи за збірні
2011 року дебютував у складі юнацької збірної Німеччини, на юнацькому рівні зіграв 21 матч, відзначився 8 забитими голами.
2015 року залучався до складу молодіжної збірної Німеччини. На молодіжному рівні зіграв у 7 офіційних матчах, забив 4 голи.

## Титули і досягнення
- Чемпіон Європи (U-19): 2014

Індивідальні
- Юнацький чемпіонат Європи (U-19): збірна турніру 2014.
- Бронзовий бутс на молодіжному чемпіонаті світу 2015.